# Zambezi Airlines
Zambezi Airlines war eine sambische Fluggesellschaft mit Sitz in Lusaka und Basis auf dem Flughafen Lusaka. 

## Geschichte
Zambezi Airlines wurde im Mai 2008 gegründet; der nationale Flugbetrieb wurde mit zunächst einer Embraer EMB 120 zwei Monate später aufgenommen. Seit dem 4. Juni 2009 wurden mit anfangs zwei von GECAS geleasten Boeing 737-500 internationale Ziele angeflogen. Die Embraer EMB 120 wurde zum 1. Juli 2009 durch eine zwischenzeitlich wieder abgegebene Jetstream 32 ersetzt. Am 1. November 2011 stellte Zambezi Airlines bis auf Weiteres den Betrieb ein.

## Flugziele
Von Lusaka aus flog Zambezi Airlines zuletzt nach Kapstadt, Johannesburg, Dar es Salaam, Harare, Kinshasa, Livingstone, Lubumbashi und Ndola. Es bestand zudem ein Codeshare-Abkommen mit Air Namibia.
Zambezi Airlines stand auf der Liste der Betriebsuntersagungen für den Luftraum der Europäischen Union.

## Flotte
Mit Stand November 2011 bestand die Flotte der Zambezi Airlines aus drei Flugzeugen:
- 3 Boeing 737-500